# George VII van Georgië
George VII (Georgisch: გიორგი) (overleden in 1405 of 1407) was van 1393 tot zijn dood koning van Georgië.
Hij was de zoon van koning Bagrat V "de Grote" en diens eerste vrouw Helena, die in 1366 stierf aan de pest. Vanaf 1369 regeerde George VII samen met zijn vader. Op 21 november 1386 werd de Georgische hoofdstad Tbilisi ingenomen door de Turks-Mongoolse krijgsheer Timoer Lenk en werd Bagrat V gevangengenomen. Omdat Bagrat zich liet bekeren tot de islam werd hij echter spoedig onder begeleiding van een Mongools leger teruggestuurd naar Georgië. Zijn zoon George VII wist hem te bevrijden en het Mongoolse leger, ook bij de volgende aanval, te verslaan. Georgië bleef christelijk.
Na de dood van Bagrat in 1393 kreeg George VII de volledige heerschappij over Georgië in handen. De strijd tegen Timour Lenk, die de verovering van het christelijke Georgië als heilige oorlog betitelde, hield aan. Tussen 1387 en 1403 weerstond George nog zeven invallen van de Mongolen. De voortdurende oorlog had echter een vernietigende impact op het land en uiteindelijk zag George VII zich gedwongen vrede te sluiten. Hij erkende Timour Lenk als suzerein maar behield zijn positie als christelijk koning.
In 1405 of 1407 werd George VII gedood in een gevecht tegen Turkmeense nomaden. Hij werd opgevolgd door zijn broer Constantijn I.